# 高村治輝
高村 治輝（たかむら はるき、1992年5月13日 - ）は、日本の実業家。一般社団法人UMF代表理事。DJ、音楽フェスティバルオーガナイザー。

## 経歴
1992年5月13日に大阪府大阪市で生まれる。
2011年4月に摂南大学経営学部経営学科に入学。
2012年3月に卒業生向け音楽イベント『Graduation Party ~絆~ 2012』を開催。同年10月に学生団体UMFを設立。翌年2013年4月に自身初の野外音楽フェスティバル『University Music Festa. 2013 〜つながり〜』を大阪城音楽堂にて開催。同年9月には弁天町・プールズにて巨大屋内型プールでの音楽フェスを開催した。
2014年5月に西梅田スクエアにて『University Music Festa. 2014』を開催する。同年9月には踊りの祭典こいや祭りと共催であべのキューズモールにて『こいや Music Festival』を開催。
2015年4月には服部緑地野外音楽堂にて『University Music Festa. 2015』を開催した。同年8月にはオリックス・バファローズとの共催で京セラドーム大阪にて開催されたプロ野球パシフィック・リーグ公式戦のイベント「Bs 夏の陣」にて『Buffaloes Music Festival』を開催した。道頓堀川一帯で行われ、24時間テレビでの募金を集めるPRイベント『WONDER OSAKA』にてDJとして出演。同年、学生団体UMFとして愛知県と北海道に支部を設立。
2016年に特定非営利活動法人エティックの行うMAKERS UNIVERSITY1期生に選ばる。同年4月に『University Music Festa. 2016 大阪』を開催し、Creepy Nutsが出演する。そして、同年6月に愛知での初となる音楽フェスティバル『University Music Festa. 2016 愛知』を愛・地球博記念公演（モリコロパーク）にて開催。同年7月にはオリックス・バファローズとの共催で京セラドーム大阪にて開催されたプロ野球パシフィック・リーグ公式戦のイベント「Bs 夏の陣」にて2度目となる『Buffaloes Music Festival』を開催した。
2017年3月、北海道にて『University Music Festa. 2016 北海道』をペニーレーン24にて開催した。同年4月には『University Music Festa. 2017 大阪』を服部緑地野外音楽堂にて開催した。同年9月にTSUTAYAあべの橋店とコラボを行い、商品棚をプロデュースする。また、12月には『University Music Festa. 2017 北海道』を開催。
2018年１月より阪急うめだ本店内のソラトニワ梅田にて『シェリズム!!』というインターネットラジオのプロデュースを行う。同年3月にイベント制作事業を行う株式会社UMFを設立。4月には『University Music Festa. 2018 大阪』を大阪城音楽堂にて開催。同年9月、7年半に渡る大学生活を終え、摂南大学を卒業する。
2019年4月の統一地方選挙に合わせ、選挙の投票を行うと無料で楽しめる『University Music Festa. 2019 大阪』を実施した。abemaTV『10億円会議』にて出演をし、選挙の投票を行うと音楽フェスティバルをはじめ、様々なサービスやモノが無料/割引になる『#vote_forプロジェクト』をプレゼンテーションをし、合格を果たす。希望金額である1,491万円の交渉権を獲得する。同年9月、オリックス・バファローズとの共催で京セラドーム大阪にて開催されたプロ野球パシフィック・リーグ公式戦のイベント『バファローズ大学　学園祭』を企画する。同年10月、非営利型団体 一般社団法人UMFを設立する。
2020年4月、ソーシャルビジネスの祭典『みんなの夢AWARD10』にてファイナリストに選出される。同年11月、大阪市廃止・特別区設置住民投票の投票日に住民投票の投票を行うと無料で楽しめる音楽フェス『マツリゴト OSAKA 2020』を開催。同年、地方自治体の議会・首長等や地域主権を支える市民等の、優れた活動を募集し、表彰する「第15回マニフェスト大賞」にて市民部門優秀賞を獲得する。
2021年4月、新人起業家のビジネスプランの発掘、選考、及び産業化へのサポートをすることにより、次世代のアントレプレナーを創出する基盤、風土を作るために創設されたビジネスプランコンテスト「第６回日本アントレプレナー大賞」にてエンタメ部門―ピーアーク賞―を受賞する。
2021年10月、第49回衆議院議員総選挙の投票日に選挙の投票を行うと無料で楽しめる音楽フェス『マツリゴト JAPAN 2021』を開催。
2022年7月、第26回参議院議員選挙の投票日に選挙の投票を行うと無料で楽しめる音楽フェス『マツリゴト JAPAN 2022』を開催。
2023年4月、統一地方選挙に合わせ、選挙の投票を行うと全ブースで100円引きになる食フェス『MecchaGourmet & Groove Expo in Osaka』を開催。
2024年7月、東京都知事選挙にて選挙の投票を行うと提携店で特別なクーポンを利用できる『マツリゴト TOKYO 2024』を開催。同年10月、第50回衆議院議員総選挙の投票日に『マツリゴト JAPAN 2024』を開催。